# Centro Europa 7 S.R.L. in Di Stefano proti Italiji
Centro Europa 7 S.R.L. in Di Stefano proti Italiji (38433/09) je primer, v katerem je sodišče odločilo, da so bile kršene pravice tožeče stranke, saj kljub pogodbi ni bilo mogoče izvajati televizijskega programa.

## Ozadje primera
Podjetje Centro Europa je vložila pritožbo zoper Italije, ker kljub podpisani pogodbi, ki je določala, da tožeči stranki pripada določena frekvenca (pogoj za delovanje TV postaje) s katero lahko pokriva 80% državnega ozemlja, vlada tega ni omogočila.

## Postopek in odločitev ESČP
Sklicujejo se na 10.člen Evropske konvencije o varstvu človekovih pravic. Prišlo je do krštive svobode izražanja, saj organi oblasti niso dodelili frekvence in podjetje ni imelo pogojev, da izkoristi dovoljenje(s tem niso mogli izvajati aktivnosti, za katere so bili pooblaščeni).Podjetje je bilo prikrajšano skoraj za deset let delovanja.Glede na to, da mu je bilo dodeljeno dovoljenje za delovanje programa, je lahko podjetje pričakovalo, da bo oblast v enem letu sprejela elemente, ki so potrebni za uspešno delovanje programa in dejavnosti povezanih s televizijo, pod pogojem, da podjetje samo poskrbi za izboljšanje in posodobitev tehnične opreme. Načrt za frekvenco ni bil realiziran in podjetje, ki je vložilo pritožbo je dobilo samo en program. Med tem časom je več drugih operaterjev iste stroke izkoristilo to in so uporabljali različne frekvence. Državni svet je menil, da je to posledica predvsem zakonodaje. Zakonodaja je omogočila, da lahko obstoječi kanali še naprej predvajajo na nacionalni in lokalni ravni, kar je ostalim operaterjem onemogočilo predvajanje.
Sodišče EU je ugotovilo, da so bili ukrepi nacionalnega zakonodajalca strukturirani v korist obstoječih omrežij, in da je to preprečilo oddajanje operaterjev brez frekvenc ,čeprav so imeli licenco. Domači zakonodajni okvir stranki ni omogočil predvajanja v dogovorjenih rokih.Država s tem ni izpolnila svojih obveznosti.
Sodišče je z glasovanjem(14:3) ugotovilo, da je prišlo do kršitve člena 1 Protokola št. 1 in ugotovilo, da so upravičena pričakovanja družbe tožeče stranke.
Ker je sodišče ugotovilo, da je prišlo do kršitve Konvencije ali njenih Protokolov, pripada podjetju 10.000.000 evrov odškodnine.     